# جوليان دين
جوليان دين (بالإنجليزية: Julian Dean) مواليد 28 يناير 1975 في نيوزيلندا، هو دراج نيوزلندي سابق في صنف سباق الدراجات على الطريق. سبق أن شارك في دورة الألعاب الأولمبية الصيفية.

## الميداليات
| الميدالية | المسابقة                  |
| --------- | ------------------------- |
| برونزية   | دورة ألعاب الكومنولث 1994 |

## وصلات خارجية
- الموقع الرسمي

## روابط خارجية
- جوليان دين على موقع الاتحاد الدولي للدراجات (الإنجليزية)
- جوليان دين على موقع أرشيف الدراجات (الإنجليزية)
- جوليان دين على موقع إحصائيات الدراجات الإحترافية (الإنجليزية)
- جوليان دين على موقع نسبة الدراجات (الإنجليزية)
- جوليان دين على موقع CycleBase (الإنجليزية)
- جوليان دين على موقع أوليمبيديا (الإنجليزية)
- جوليان دين على موقع اللجنة الأولمبية النيوزيلندية (الإنجليزية)
- جوليان دين على موقع اتحاد ألعاب الكومنولث (مؤرشف) (الإنجليزية)